# Delnja vas
Delnja vas (nemško Niederdorf) je naselje v Občini Žrelec v Okraju Celovec-dežela na Koroškem v Avstriji.